# ʿAlūla
ʿAlūla (del italiano: Alula) (en árabe: عالوٚلا‎) es un pequeño pueblo situado en el norte la gobolka de Bari. Es el pueblo más septentrional de Somalia Es la capital del distrito de ʿAlūla. Posee un aeropuerto. (IATA:ALU).
Alula fue muy importante en el período de la colonia italiana (Somalia italiana) y fue visitada ppr el futuro Rey de Italia en 1928